# Liste der Naturdenkmale in Süßen
| Naturdenkmale | Anzahl |
| ------------- | ------ |
| FND           | 10     |
| END           | 3      |
| Gesamt        | 13     |

Die Liste der Naturdenkmale in Süßen nennt die verordneten Naturdenkmale (ND) der im baden-württembergischen Landkreis Göppingen liegenden Stadt Süßen. In Süßen gibt es insgesamt 13 als Naturdenkmal geschützte Objekte, davon 10 flächenhafte Naturdenkmale (FND) und 3 Einzelgebilde-Naturdenkmale (END).
Stand: 1. November 2016.

## Flächenhafte Naturdenkmale (FND)
| Name                         | Bild | Kennung     | Einzelheiten | Position | Fläche Hektar | Datum         |
| ---------------------------- | ---- | ----------- | ------------ | -------- | ------------- | ------------- |
| Bachlauf im Kaitobel         | BW   | 81170490003 | Süßen        | ⊙        | 1,0           | 22. Okt. 1984 |
| Breitenlauch-Tümpel          | BW   | 81170490006 | Süßen        | ⊙        | 0,1           | 15. Dez. 1999 |
| Burrenteich                  |      | 81170490004 | Süßen        | ⊙        | 0,5           | 22. Okt. 1984 |
| Feuchtwiese Hürbelsbach      | BW   | 81170490013 | Süßen        | ⊙        | 1,2           | 15. Dez. 1999 |
| Feuchtwiese Kappentobel      | BW   | 81170490009 | Süßen        | ⊙        | 0,2           | 15. Dez. 1999 |
| Heckenkomplex Steiniger Rain | BW   | 81170490007 | Süßen        | ⊙        | 2,1           | 15. Dez. 1999 |
| Oberer Ramsbach              | BW   | 81170490005 | Süßen        | ⊙        | 3,2           | 15. Dez. 1999 |
| Pflanzenstandort Kappentobel | BW   | 81170490002 | Süßen        | ⊙        | 0,6           | 22. Okt. 1984 |
| Tobel Flachsbrunnen          | BW   | 81170490010 | Süßen        | ⊙        | 0,7           | 15. Dez. 1999 |
| Tümpel Bühlbrunnen           | BW   | 81170490012 | Süßen        | ⊙        | 0,0           | 15. Dez. 1999 |
| Legende für Naturdenkmal     |      |             |              |          |               |               |

## Einzelgebilde (END)
| Name                             | Bild | Kennung     | Einzelheiten | Position | Fläche Hektar | Datum         |
| -------------------------------- | ---- | ----------- | ------------ | -------- | ------------- | ------------- |
| Linde Am Geigenweg               | BW   | 81170490008 | Süßen        | ⊙        | 0,0           | 15. Dez. 1999 |
| Linde an der Staufenecker Straße | BW   | 81170490011 | Süßen        | ⊙        | 0,0           | 15. Dez. 1999 |
| 4 Linden am Bierkeller           | BW   | 81170490001 | Süßen        | ⊙        | 0,0           | 22. Okt. 1984 |
| Legende für Naturdenkmal         |      |             |              |          |               |               |